# توشهافن
توشهافن (بالإنجليزية: Tórshavn) هي عاصمة جزر فارو وأكبر مدنها. تقع في الجزء الجنوبي من الساحل الشرقي لجزيرة ستريموي وهي أكبر جزر فارو في المساحة وعدد السكان حيث قدر عدد سكان تورسهافن سنة 2008 بحوالي 19,000 نسمة.
أسس الفايكنغ برلمانهم في شبه جزيرة تينغانس في تورسهافن سنة 825 م، ومنذ ذلك الحين ظلت تورسهافن عاصمة لجزر فارو، وهي اليوم المركز الإداري والاقتصادي والثقافي لجزر فارو بلا منازع.

## أصل الكلمة
أصل الكلمة من المرجح أنه يدل على اسم إله الرعد والبرق في الميثولوجيا الإسكندنافية .

## المناخ
نظراً لقربها من تيار الخليج، فتوشهافن تتميز بصيف بارد، وشتاء معتدل مع درجات حرارة في العادة لا تصل إلى درجة التجمد.
| البيانات المناخية لـ{{{location}}} | البيانات المناخية لـ{{{location}}} | البيانات المناخية لـ{{{location}}} | البيانات المناخية لـ{{{location}}} | البيانات المناخية لـ{{{location}}} | البيانات المناخية لـ{{{location}}} | البيانات المناخية لـ{{{location}}} | البيانات المناخية لـ{{{location}}} | البيانات المناخية لـ{{{location}}} | البيانات المناخية لـ{{{location}}} | البيانات المناخية لـ{{{location}}} | البيانات المناخية لـ{{{location}}} | البيانات المناخية لـ{{{location}}} | البيانات المناخية لـ{{{location}}} |
| الشهر                              | يناير                              | فبراير                             | مارس                               | أبريل                              | مايو                               | يونيو                              | يوليو                              | أغسطس                              | سبتمبر                             | أكتوبر                             | نوفمبر                             | ديسمبر                             | المعدل السنوي                      |
| ---------------------------------- | ---------------------------------- | ---------------------------------- | ---------------------------------- | ---------------------------------- | ---------------------------------- | ---------------------------------- | ---------------------------------- | ---------------------------------- | ---------------------------------- | ---------------------------------- | ---------------------------------- | ---------------------------------- | ---------------------------------- |
| متوسط درجة الحرارة الكبرى °م (°ف)  | 5.3 (41.5)                         | 5.5 (41.9)                         | 5.9 (42.6)                         | 7.2 (45.0)                         | 9.1 (48.4)                         | 11.3 (52.3)                        | 12.5 (54.5)                        | 12.8 (55.0)                        | 11.2 (52.2)                        | 9.4 (48.9)                         | 6.7 (44.1)                         | 5.8 (42.4)                         | 8.6 (47.4)                         |
| المتوسط اليومي °م (°ف)             | 3.4 (38.1)                         | 3.6 (38.5)                         | 3.8 (38.8)                         | 4.9 (40.8)                         | 6.9 (44.4)                         | 9.0 (48.2)                         | 10.3 (50.5)                        | 10.6 (51.1)                        | 9.1 (48.4)                         | 7.5 (45.5)                         | 4.8 (40.6)                         | 3.8 (38.8)                         | 6.5 (43.6)                         |
| متوسط درجة الحرارة الصغرى °م (°ف)  | 1.2 (34.2)                         | 1.5 (34.7)                         | 1.5 (34.7)                         | 2.6 (36.7)                         | 4.8 (40.6)                         | 7.0 (44.6)                         | 8.3 (46.9)                         | 8.5 (47.3)                         | 7.1 (44.8)                         | 5.4 (41.7)                         | 2.7 (36.9)                         | 1.6 (34.9)                         | 4.4 (39.8)                         |
| الهطول مم (إنش)                    | 153 (6.0)                          | 113 (4.4)                          | 137 (5.4)                          | 93 (3.7)                           | 72 (2.8)                           | 67 (2.6)                           | 81 (3.2)                           | 88 (3.5)                           | 142 (5.6)                          | 177 (7.0)                          | 143 (5.6)                          | 171 (6.7)                          | 1٬437 (56.5)                       |
| متوسط أيام هطول الأمطار (≥ 1.0 mm) | 22                                 | 17                                 | 21                                 | 16                                 | 13                                 | 12                                 | 13                                 | 13                                 | 18                                 | 22                                 | 21                                 | 22                                 | 210                                |
| متوسط الرطوبة النسبية (%)          | 90                                 | 89                                 | 89                                 | 87                                 | 88                                 | 88                                 | 90                                 | 90                                 | 90                                 | 90                                 | 89                                 | 90                                 | 89                                 |
| ساعات سطوع الشمس الشهرية           | 14                                 | 36                                 | 71                                 | 106                                | 124                                | 125                                | 111                                | 98                                 | 80                                 | 49                                 | 20                                 | 7                                  | 841                                |
| المصدر: NOAA                       |                                    |                                    |                                    |                                    |                                    |                                    |                                    |                                    |                                    |                                    |                                    |                                    |                                    |

## توأمة
لتوشهافن اتفاقيات توأمة مع كل من:
- أسكر
- غارذاباير
- ريكيافيك
- ماريهامن
- Birkerød Municipality  [لغات أخرى]‏
- ريولوناتو
- جاكوبستاد
- كوبنهاغن
- هلسنكي
- نوك
- أوسلو
- ستوكهولم

## أعلام
- ريكارد لونغ
- اتلي جيريجيرسين
- ليفي هانسن
- بول ميكلسين
- نيلس فينسن